# روبرت إم. ليتش
روبرت إم. ليتش هو سياسي أمريكي، ولد في 2 أبريل 1879 في فرانكلين في الولايات المتحدة، وتوفي في 18 فبراير 1952 في يوستيس في الولايات المتحدة. نشط حزبياً في الحزب الجمهوري. وقد انتخب عضو مجلس النواب الأمريكي ‏.